# Phumosia cuthbertsoni
Phumosia cuthbertsoni är en tvåvingeart som beskrevs av Zumpt 1953. Phumosia cuthbertsoni ingår i släktet Phumosia och familjen spyflugor. Inga underarter finns listade i Catalogue of Life.